# Марандены
Марандены (рум. Mărăndeni, Мэрэндень) — село в Фалештском районе Молдавии. Относится к сёлам, не образующим коммуну.

## География
Село расположено на высоте 159 метров над уровнем моря.

## Население
По данным переписи населения 2004 года, в селе Мэрэндень проживает 2877 человек (1368 мужчин, 1509 женщин).
Этнический состав села:
| Национальность | Число жителей | Процентный состав |
| -------------- | ------------- | ----------------- |
| молдаване      | 2850          | 99.06             |
| украинцы       | 15            | 0.52              |
| русские        | 8             | 0.28              |
| румыны         | 2             | 0.07              |
| прочие         | 2             | 0.07              |
| Всего          | 2877          | 100%              |